# Ovejas
Ovejas ist eine Gemeinde (municipio) im Departamento Sucre in Kolumbien. 

## Geographie
Ovejas liegt im Zentrum von Sucre, in der Subregion Montes de María auf einer Höhe von 256 m ü. NN etwa 41 km von Sincelejo entfernt und hat eine Jahresdurchschnittstemperatur von 28 °C. Die Gemeinde grenzt im Norden an El Carmen de Bolívar im Departamento de Bolívar, im Osten an Córdoba in Bolívar, im Süden an San Pedro und Los Palmitos und im Westen an Colosó und Chalán.

## Bevölkerung
Die Gemeinde Ovejas hat 20.846 Einwohner, von denen 12.057 im städtischen Teil (cabecera municipal) der Gemeinde leben (Stand: 2019).

## Geschichte
Die ersten Siedler auf dem Gebiet der heutigen Gemeinde waren Indigene der Zenú. Der heutige Ort wurde 1776 von Antonio de la Torre y Miranda als San Francisco de Asís gegründet. Als Name setzte sich aber Ovejas durch, da eine Hazienda in der Nähe diesen Namen trug. Allerdings blieb der Name San Francisco de Asís für die Kirche bestehen.

## Wirtschaft
Der wichtigste Wirtschaftszweig von Ovejas ist die Landwirtschaft. Insbesondere werden Tabak, Maniok, Mais, Sesam, Yams, Avocado sowie anderes Obst und Gemüse angebaut. Zudem gibt es Rinderproduktion und Kunsthandwerk.